# 统计年刊
统计年刊（英語：The Annals of Statistics，简称Ann. Stat.或AoS）是一个以同行评议方式编辑出版的统计学学术期刊，为双月刊，由国际数理统计学会主办发行。统计年刊正式创刊于1973年，为其前身数理统计年刊（英語：The Annals of Mathematical Statistics，简称AoMS）的两个继承刊物之一（另一个是概率论年刊）。

凡在统计年刊发表的文章，出版日期距今3年以上的文章可由JSTOR取得，2004年以后出版的所有论文都会在arXiv上贴出免费的副本。